# Moses und Aron
Moses und Aron (en alemany, Moisès i Aaró) és una òpera en dos actes, composta per Arnold Schönberg amb un tercer acte incomplet. El llibret en alemany és del mateix compositor, basant-se en el llibre de l'Èxode de la Bíblia. És una obra plenament dodecafònica. Es va estrenar el 12 de març de 1954 a l'Òpera de Zúric.
Té el seu precedent en una obra anterior de Schönberg, Der Biblische Weg (El camí de la Bíblia, 1926-27), que representa una resposta en forma dramàtica als moviments antisemites en el món alemany després de 1848 i una expressió profundament personal de la seua pròpia crisi sobre la «identitat jueva». Aquesta última va començar amb una trobada cara a cara amb l'agitació antisemita a Mattsee, prop de Salzburg, durant l'estiu de 1921, quan va ser obligat a abandonar el lloc per ser jueu, tot i que de fet ja s'havia convertit al protestantisme l'any 1898. Va ser una experiència traumàtica a què Schönberg es referiria ben sovint, i de la que apareix un primer esment en una carta dirigida a Kandinski (abril de 1923):
| « | Finalment, enguany he après la lliçó que forçadament m'han ensenyat, i mai no l'oblidaré. És que no sóc un alemany, ni un europeu, de fet a males penes sóc un ser humà (almenys, els europeus s'estimen més al pitjor dels de la seua raça abans que a mi), sinó que sóc un jueu | » |

L'afirmació de Schönberg s'assembla a la de Mahler, un convers al catolicisme, uns anys abans: «Sóc tres vegades apàtrida: com un bohemi entre els austríacs, com un austríac entre els alemanys, i com un jueu en el món sencer. Sóc un intrús a tot arreu, benvingut enlloc».
L'experiència de Mattsee estava destinada a canviar el curs de la vida de Schönberg i influir en la seua creativitat musical, portant-lo primer a escriure Der Biblische Weg, en la qual el protagonista principal Max Aruns (Moisès-Aaró) està parcialment inspirat en Theodor Herzl, fundador del modern sionisme polític; després, per a proclamar en Moses und Aron el seu credo monoteista; i finalment, en el seu retorn oficial al judaisme l'any 1933, per a embarcar-se durant més d'una dècada en una infatigable missió per a salvar els jueus europeus del destí fatal que els esperava. Der Biblische Weg ha de considerar-se una obra personal i política. Moisès, al centre de l'èxode bíblic, s'havia convertit des dels temps de Heinrich Heine fins al de Herzl i Schönberg, en l'encarnació ideal d'un redemptor nacional i espiritual.
La idea de l'obra va ser perfilada, en esquema, el 1926, i en la forma de projecte va ser completada l'any 1927. Primer va ser concebuda com un oratori (1928), després com una òpera, en la que va treballar des de 1930 fins a 1932. Com a fet anecdòtic, el segon acte d'aquesta òpera va ser compost a Barcelona on, entre l'any 1930 i el 1933 va passar-hi llargues temporades convidat pel seu deixeble Robert Gerhard. Malgrat que va quedar inacabada, és àmpliament considerada com l'obra mestra de Schönberg.
En el títol, Schönberg va ometre una "a" del nom d'Aaron, perquè patia d'una supersticiosa triscaidecafòbia, deixant el nombre de lletres del títol en 12 en lloc de 13.

## Sinopsi argumental

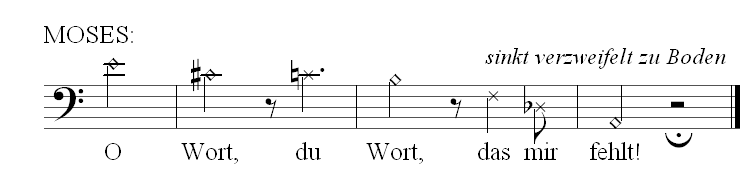
Final del segon Acte

L'obra gira entorn de l'oposició entre els dos personatges principals: Moisès és l'idealista, l'intel·lectual, el pensament pur, mentre que Aaró uneix l'acció a la paraula, és l'home d'acció. Més que una autèntica òpera, sembla una obra simfonicocoral, centrada en la reflexió entre aquests dos pols oposats, més que en la història dramática que es desenvolupa en escena.

### Acte I
- Escena 1 (La crida de Moisès): 'Einziger, ewiger, allgegenwartiger'

Déu rep una comanda de Déu, que s'expressa com una veu que surt de darrere d'un esbarzer. Haurà d'alliberar al poble jueu de la seua captivitat a Egipte, però primer haurà de posar fi a les pràctiques d'idolatria que desvien al poble jueu de la creença en Déu únic i ommipotent. Moisès incapaç de transmetre el missatge al seu poble, demana ajut al seu germà Aaró.
- Escena 2 (Moisès troba Aaró al desert): 'Du sohn meiner Vater'

Moisès i Aaró es troben al desert. Moisès és partidari de transmetre al poble la paraula de Déu en tota la seua puresa. Per la seua banda, Aaró aposta per transmetre el missatge de manera que puga ser millor entès pel poble.
- Escena 3 (Moisès i Aaró prediquen la paraula de Déu al poble): 'Ich hab ihn' gesehn'

El poble hebreu rep la notícia sobre el missatge diví a Moisès amb divisió, uns rebutgen el fet, altres no dubten a adherir-s'hi.
- Escena 4 (Fugida d'Egipte): Bringt ihr Erhörung'

Moisès i Aaró comuniquen el missatge al poble. Les paraules de Moisès no hi tenen cap efecte, però Aaró aconsegueix convèncer la multitud.

### Acte II
- Preludi (Esperant a Moisès): 'Wo ist Moses?'
- Escena 1 (Aaró i els 70 ancians romanen enfront de la Muntanya de la Revelació): 'Vierzig Tagen'

Fa 40 dies que Moisès se'n va anar a les muntanyes, on Déu li ha de comunicar la seua Llei. Mentre espera, el poble torna als antics costums, deslliurant-se al llibertinatge i l'anarquia. Els 70 ancians demanen a Aaró que ature la situació de desordre.
- Escena 2 (El poble impacient): 'Wo ist Moses?'

El poble desitja la tornada dels ídols, de manera que Aaró ordena la construcció d'un jònec d'or
- Escena 3 (Dansa entorn del vedell d'or): 'Dieses Bild bezeugt'

És la peça més coneguda de l'obra, i de fet va ser estrenada l'any 1951, abans de l'estrena de l'òpera completa. El poble adora l'ídol i practica rituals pagans.
- Escena 4 (Moisès descendeix de la Muntanya): 'Moses steigt vom Berg herab'

Moisès baixa de la muntanya. Transmet la llei de Déu i destrona el vedell d'or.
- Escena 5 (Moisès denuncia Aaró): 'Aron, was hast Du Getan?'

Moisès acusa al seu germà Aaró de tot el desordre ocorregut durant la seua absència. Aaró es defensa; si el jònec és fals perquè és un ídol, també les taules de la llei deuen ser falses... Indignat, Moisès trenca les taules de la llei. En veure que no ha pogut convèncer el poble, que es gira vers els ídols, Moisès es lamenta "Oh! Paraula, la paraula que em falta"

### Acte III
Va quedar incomplet. Només té una escena.
- Escena 1 (Defunció d'Aaró)

Continua el conflicte entre Moisès i Aaró, entre la paraula i l'acció. Moisès condemna a mort a Aaró per haver faltat a l'esperit de la paraula. Després, penedit, l'allibera. No obstant això, tot just Aarón és deslligat i es veu en llibertat, cau a terra fulminat i mor.

## Història de les representacions
No se sap per què Schönberg la va deixar inacabada. Sembla que sempre va voler acabar-la, i de fet, els dos actes existents no es van interpretar fins després de la seua mort.
L'any 1951 va haver-hi una interpretació del passatge de la Dansa entorn del Jònec d'or. L'obra íntegra es va interpretar per primera vegada en versió de concert a Hamburg el 12 de març de 1954, amb Hans Herbert Fiedler com a Moisès i Helmut Krebs com a Aaró, dirigits per Hans Rosbaud. La primera representació escenificada va tenir lloc a l'Òpera de Zúric el 6 de juny de 1957, de nou amb Hans Herbert Fiedler com a Moisès i direcció de Hans Rosbaud, però amb Helmut Melchert com a Aaró.
Georg Solti va dirigir la primera representació en la Royal Opera House de Londres el 28 de juny de 1965. En aquesta ocasió els cantants van ser Forbes Robinson (Moisès) i Richard Lewis (Aaró). L'estrena als Estats Units d'Amèrica la va realitzar la companyia de Sarah Caldwell a Boston Back Bay el 30 de novembre de 1966 amb Donald Gramm i Richard Lewis, dirigits per Osbourne McConathy. El Metropolitan Opera de Nova York no l'ha representada fins a 1999.
L'estrena a Barcelona va ser el 2 de novembre de 1985 al Gran Teatre del Liceu.
El 1973, se'n va fer una pel·lícula dirigida per Jean-Marie Straub i Danièle Huillet.

## Discografia
Hi ha diversos enregistraments. Hermann Scherchen la va gravar amb la Deutsche Oper Berlin i Josef Greindl i Helmut Melchert l'any 1966 (Opera d'Oro). El mateix Solti la va enregistrar de nou més tard, amb Franz Mazura, Philip Langridge i el Cor i Orquestra Simfònica de Chicago, per la qual cosa va obtenir un Premi Grammy a la Millor Gravació d'Òpera de 1986. Pierre Boulez en va fer dues gravacions: una l'any 1976 amb Günther Reich, Richard Cassilly, i l'Orquestra Simfònica de la BBC (Sony), i una altra en 1996, aquesta vegada dirigint l'Orquestra Reial del Concertgebouw amb David Pittman-Jennings i Chris Merritt (DGG). Finalment, el 2006, Naxos ha publicat una gravació de l'Orquestra Estatal de Stuttgart amb la direcció de Roland Kluttig.